# بخش بالسام، شهرستان ایتکین، مینه سوتا
بخش بالسام (به انگلیسی: Balsam Township) یک منطقهٔ مسکونی در ایالات متحده آمریکا است که در شهرستان ایتکین، مینه‌سوتا واقع شده‌است.
 بخش بالسام ۹۵٫۲ کیلومتر مربع مساحت و ۴۲ نفر جمعیت دارد و ۳۸۴ متر بالاتر از سطح دریا واقع شده‌است.